# Tang Daizong
Tang Daizong (chinois : 唐代宗 ; pinyin : Táng Dàizōng, 11 novembre 726 - 779). Il fut le douzième empereur de la dynastie Tang et régna de 762 à 779.

## Règne
L'empereur Daizong était le fils aîné de l'empereur Tang Suzong et lors de la rébellion Anshi (révolte d'An Lushan), il a servi comme général dans l'armée impériale. La rébellion Anshi fut matée en 763. Toutefois, par la suite, l'État Tang a été menacé par des seigneurs de guerre tels que Tian Chengsi, Li Baochen, et Liang Chongyi qui dirigeaient leurs zones d'influence comme des États indépendants. Cette situation s'est avérée désastreuse pour les générations futures car les futurs empereurs Tang ont été incapables de supprimer ou de contrôler ses chefs de guerre. Affaiblies, les frontières de l'empire sont à la merci des envahisseurs étrangers. Sous le règne de Daizong, les forces tibétaines ont occupé pendant 15 jours la capitale Chang'an, en 763, même si elles ont été expulsées peu de temps après, la ville a été mise à sac par les cavaliers tibétains.
Daizong devint un pratiquant du bouddhisme tantrique. Daizong ordonna que l'effigie de Manjushri soit placée dans tous les monastères chinois. Le mont Wutai devint le lieu d’implantation des premières écoles tantriques chinoises. Sous son règne, les monastères bouddhistes sont devenus des grands propriétaires terriens. En même temps, la situation politique et économique de l'empire s'est détériorée davantage.
L'empereur est décédé à l'âge de 53 ans le 23 mai 779 et a été enterré dans le Yuanling (元陵) près de Fuping.

## Premiers ministres
- Miao Jinqing (762–763)
- Pei Zunqing (762–763)
- Yuan Zai (762–777)
- Li Fuguo (762)
- Liu Yan (763–764)
- Li Kuo (763–764)
- Li Xian (763–764)
- Wang Jin (764–777)
- Du Hongjian (764–769)
- Pei Mian (769)
- Yang Wan (777)
- Chang Gun (777–779)
- Li Zhongchen (779)

## Information personnelle
- Père
  - Empereur Tang Suzong 唐肃宗
- Mère
  - Impératrice Zhang Jing 章敬皇后

### Épouses
| Titre                         | Nom de jeune fille | Naissance | Décès | Père             | Mère | Enfants                                                                              | Notes            |
| ----------------------------- | ------------------ | --------- | ----- | ---------------- | ---- | ------------------------------------------------------------------------------------ | ---------------- |
| Impératrice Rui Zhen 睿真皇后 | Shen (沈)          |           |       |                  |      | Tang Dezong 唐德宗李適                                                               | à titre posthume |
| Impératrice Zhen Yi 贞懿皇后  | Dugu (独孤)        |           | 775   | Dugu Ying 独孤颖 |      | Li Jiong, Prince de Han 韓王李迥 Princesse Hua Yang 华阳公主                         | à titre posthume |
| Concubine Cui 崔贵妃          | Cui (崔)           |           | 757   | Cui Xun 崔峋     |      | Li Miao, Prince héritier Zhao jing 昭靖太子李邈 Princesse Zhao Yi de QI 齐国昭懿公主 |                  |

### Fils
| Ordre | Nom          | Titre                              | Naissance | Décès          | Mère                          | Épouse                       | Enfants | Notes |
| ----- | ------------ | ---------------------------------- | --------- | -------------- | ----------------------------- | ---------------------------- | ------- | ----- |
| 1     | Li Kuo 李适  | Empereur Tang Dezong 唐德宗        | 742       | 805            | Impératrice Rui Zhen 睿真皇后 | Impératrice Zhao De 昭德皇后 |         |       |
| 1     | Li Miao 李邈 | Prince héritier Zhao jing 昭靖太子 |           | 11 janvier 773 | Concubine Cui 崔贵妃          |                              |         |       |